# Pietro Orseolo
Pour les articles homonymes, voir Saint Pierre.
Ne doit pas être confondu avec Pietro II Orseolo.
Pietro Orseolo ou Pietro I Orseolo, parfois francisé en Pierre Orseolo († 987) est le 23e doge de Venise.
C'est un saint catholique fêté localement le 10 janvier

## Biographie

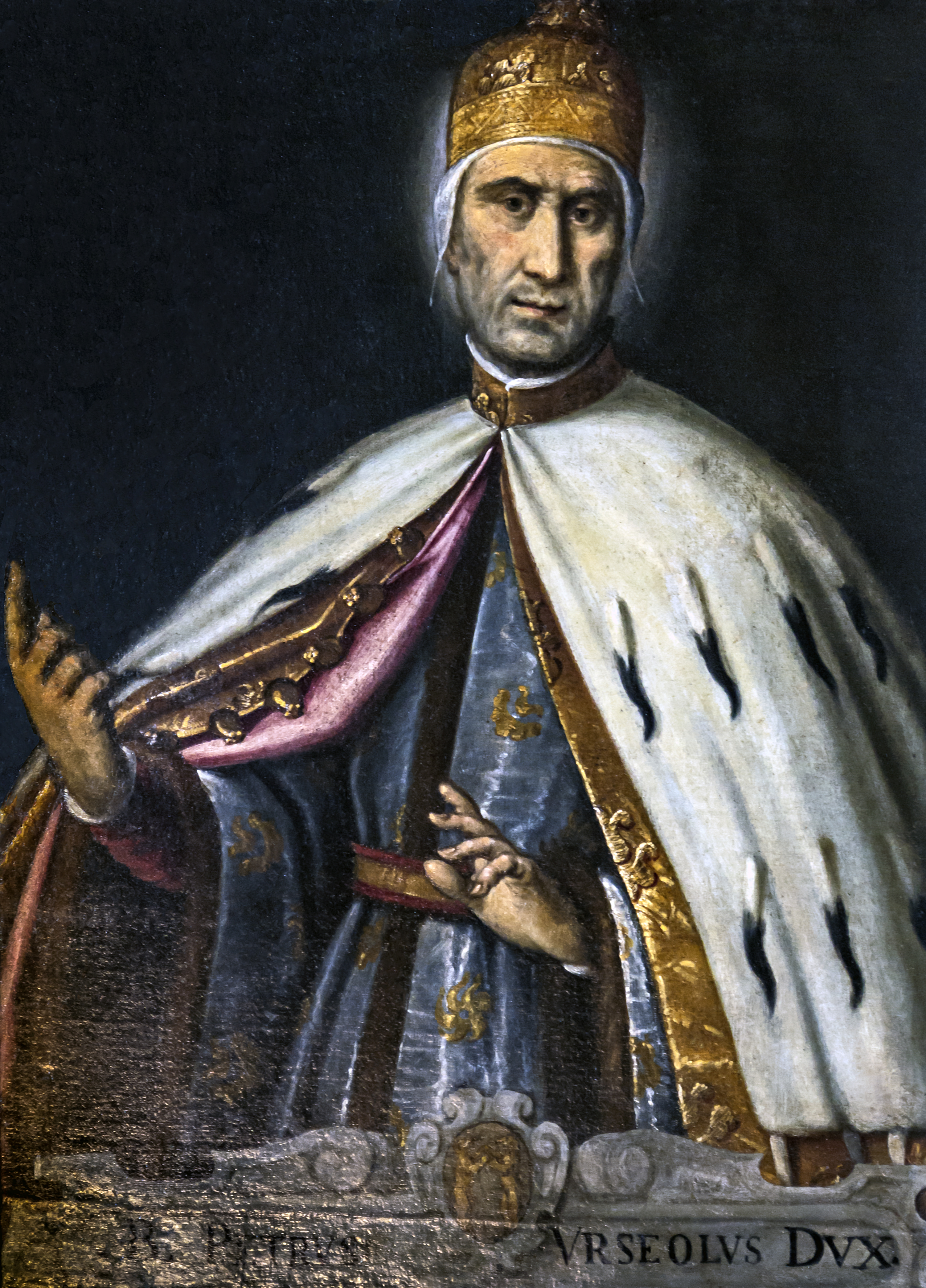
Pietro Orseolo Madonna dell'Orto

Pietro Orseolo, âgé de 48 ans, est élu par l'assemblée populaire qui se réunit à l'église de San Pietro de Castello.
Il est issu d'une très grande dynastie provenant peut-être de la gens Ursia romaine. Il épouse Felicia dont on ne connaît le nom (il pourrait s'agir de Felicia Malipiero) et il est le père du 26e doge Pietro II Orseolo.
En 976, il suscite un coup d'État pour supplanter le doge Pierre IV, qu'il fait assassiner pour devenir, à son tour, doge de Venise selon Pierre Damien. Le palais ducal est incendié et le feu détruit une grande partie de la ville. Toujours est-il qu'il déploie les plus grands talents dans l'administration de la République. En deux ans, il restaure la paix civique, reconstruit les quartiers incendiés et l'église Saint-Marc dans lequel il fait mettre en un lieu secret les os de l'évangéliste. Il fait de plus construire deux hôpitaux. Sur le plan extérieur, les rapports avec l'empire d'Occident sont compromis parce que Pietro IV Candiano avait été un homme de confiance de l'empereur Otton II. Pietro I Orseolo permet à la femme du défunt Pietro IV Candiano, qui est une parent de l'empereur, de conserver toutes les propriétés de son mari. Le 12 octobre 977, il obtient de la ville de Koper le renouvellement des pactes antérieurs, les documents ont brulé dans l'incendie du palais ducal.

### La fuite
L'abbé Garin (Warinus) de l'abbaye Saint-Michel de Cuxa (dans les Pyrénées-Orientales) arrive à Venise pour vénérer les reliques de Saint-Marc. Il revient plusieurs fois à Venise et dans la nuit du 1er septembre 978 le doge disparait sans laisser de traces. Sous un faux nom, il a gagné l'abbaye Saint-Michel de Cuxa, dans le Conflent, et y passe le reste de sa vie dans l'expiation, la pénitence et la prière. Sa femme l'avait laissé partir, sachant et comprenant la volonté de son époux. On ne connaît pas l'année exacte de sa mort, survenue pense-t-on entre 982 et 997. Il sera enterré dans le cloître de l'église.
Son fils unique deviendra à son tour doge de Venise et suivra l'exemple de son père dans la probité et le service de la République.

Blason de Pietro Orseolo
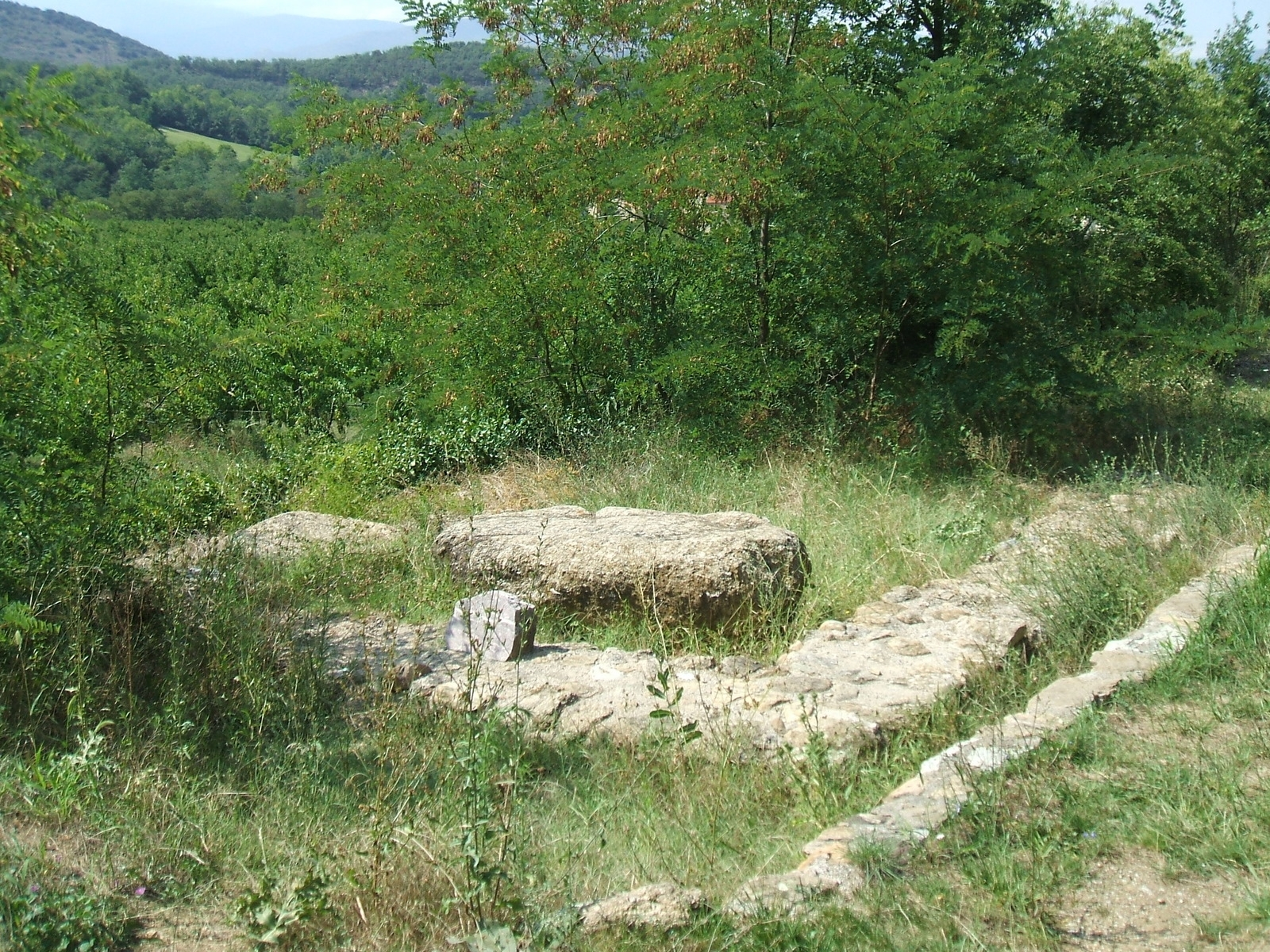
Vestiges de l'ermitage de Pietro Orseolo (chapelle Saint-Pierre), au sud de l'abbaye Saint-Michel de Cuxa

## La canonisation
En 1027 Pietro Orseolo fut proclamé bien heureux par l'église de Rome et son corps fut porté à l'intérieur de l'église de Cuxa. Sa dépouille fut souvent déplacée jusqu'au 6 décembre 1644 lorsque ses ossements furent enfermés dans une caisse de bois dorée sur autel dédié à San Romualdo et sur lequel son nom fut ajouté. En 1731 il fut proclamé saint par l'Église et Venise demanda à avoir une relique du doge sanctifié: trois morceaux d'os de la jambe gauche furent expédiés qui arrivèrent à Venise en  1732. Le 7 janvier 1733, les reliques furent déposées, dans la basilique de Saint-Marc, dans une urne d'argent. Le 7 février 1732 une somptueuse cérémonie se déroula et  Farinelli chanta lors de la messe. Depuis cette date, le sénat institua une messe en présence du doge, tous les 14 janvier, au cours de laquelle les reliques de San Pietro Orseolo devaient être exposées. En 1790, pendant la période de la révolution française, par crainte de sacrilèges, le dernier abbé de Cuxa emmena le reste des reliques dans l'église de Saint-Pierre de Prades.

## Iconographie
Son portrait est conservé dans l'église de la Madonna dell'Orto et dans celle de l'Assomption à proximité de la Ca' di Dio à Venise, il existe aussi une mosaïque du XIIIe siècle-XIVe siècle dans la chapelle du baptistère de la basilique de Saint-Marc qui le représente habillé en moine avec le bonnet ducale à la main. Sur son portrait, dans la galerie des doges du palais ducal, une auréole fut ajoutée à son portrait après sa canonisation. Sa femme Felicita ne fut pas béatifiée par l'Église mais elle figure dans une liste des bien heureux vénitiens.

## Sources et références
- (it) Cet article est partiellement ou en totalité issu de l’article de Wikipédia en italien intitulé « Pietro I Orseolo » (voir la liste des auteurs).

1. ↑  Nominis : Saint Pierre Orseolo